# 2010年9月英國

## 9月24日
- 在上屆落選的前倫敦市長肯·利文斯通獲工黨提名再次出選，尋求重奪市長席位。BBC （页面存档备份，存于）
- BBC取得消息指，政府為節省公共開支，正計劃廢除180個由公帑資助的半官方機構，另外在124個面臨合併。BBC （页面存档备份，存于）

## 9月23日
- 耗資110萬鎊復修、位於北倫敦的凰鳳戲院重新開業。凰鳳戲院由1910年起開業，在二戰期間未曾中斷營業，至今已近百年，是倫敦現存歷史最悠久的戲院。BBC （页面存档备份，存于）
- 總警務監督丹尼斯·奧康納爵士發表報告，批評英格蘭及威爾斯地區的警隊未能有效打擊街頭反社會行為，敦促政府投放資源讓更多警員巡邏街頭、以及加強其他前線服務，他又警告，削減警務開支將是「一大錯誤」。內政大臣文翠珊表示，報告反映前工黨政府引進的反社會行為令未能奏效。BBC （页面存档备份，存于）
- 位於根德郡對開海域的離岸風力發電場正式啟用，由能源大臣禤傑思蒞臨主禮，項目由瑞典財團興建，整個發電場暫時有100台風力發電機組，屬全球最大規模，計劃最終會建設341台發電機組。BBC （页面存档备份，存于）

## 9月22日
- 國家審計廳宣佈對英國廣播公司的財務狀況展開全面調查，是歷來首次。審計廳將有權查閱公司所有管理資料、以及與第三方訂立的秘密合約，但審計廳不會在報告披露任何「敏感商業資料」。BBC （页面存档备份，存于）
- 由印度首次舉辦、位於德里的英聯邦運動會將於10月3日開幕，但多項基建工程至今仍在趕工、選手村未能入伙、再加上治安欠佳、爆出環境衛生狀況惡劣和官員涉嫌貪污等醜聞，引來蘇格蘭、威爾斯和英格蘭代表隊的關注。因應選手村仍未竣工，蘇格蘭和澤西代表隊已宣佈押後出發往印度、威爾斯代表隊也向主辦單位訂下入伙最後限期，英格蘭代表隊亦表示情況刻不容緩。BBC （页面存档备份，存于）

## 9月21日
- 商務大臣祈維信博士接受BBC訪問時表示，政府關注銀行不合理地發放鉅額花紅的情況，會考慮採取強硬手段加以制裁，他又批評個別銀行一方面要納稅人接濟，另方面卻用他們的金錢派發鉅額花紅。BBC （页面存档备份，存于）
- 身在紐約的前英揆白高敦對於聯合國千年發展目標的落實進度緩慢表示關注，又對富裕國家未能履行承諾協助全球脫貧感到「憤怒」。在2000年制定的千年發展目標包含八大目標，原計劃在2015年達成，但至今進度緩慢，其中一大目標包括希望在2015年前讓所有兒童接受小學教育。BBC （页面存档备份，存于）

## 9月20日
- BBC進行的調查發現，至少有9,000名公務員和公營部門員工的年薪高於英揆大衛·卡梅倫的142,500英鎊，數字遠高於政府早前公佈的數字，有個別醫生的年薪更接近500,000鎊。BBC （页面存档备份，存于）
- 駐阿富汗英軍正式撤出進駐四年的赫爾曼德省聖金地區，並改由美軍接管，而原本駐守聖金的英軍改調到赫爾曼德省其他地區。BBC （页面存档备份，存于）

## 9月19日
- 教宗本篤十六世轉抵伯明翰主持彌撒，並為19世紀英國樞機主教約翰·亨利·紐曼主持宣福，有超過50,000人出席。BBC （页面存档备份，存于）
- 工黨籍前商務大臣文德森勳爵接受BBC訪問時表示，現正競逐黨魁的文立彬有份在今年5月大選撰寫工黨的競選綱領，但綱領內容未能取得民眾支持，他又透露，前英揆白高敦曾受當時擔任教育大臣的另一候選人博雅文慫恿，有意撤換無力駕馭財政部的財相戴理德。工黨黨魁選舉將於本周完結，點票結果會在星期六公佈。BBC （页面存档备份，存于）

## 9月18日
- 教宗本篤十六世繼續對英國的國事訪問，並會見英揆大衛·卡梅倫、副相尼克·克萊格和署理工黨黨魁夏雅雯。教宗隨後在西敏大教堂主持彌撒，他形容教會神職人員的戀童醜聞是「難以言喻的罪行」，對「這些罪惡」感到「羞恥和蒙羞」、以及「深切悲痛」。教宗在彌撒舉行前亦會見五名戀童醜聞受害人，但有人權份子要求教廷應該公開所有內部文件，而非隱瞞罪行。BBC （页面存档备份，存于）
- 自民黨黨魁兼副相尼克·克萊格即將在利物浦向自民黨黨大會發言，消息指克萊格會強調自民黨在與保守黨的聯合政府取得「重大成就」，但也會承認黨內對聯合政府存在「擔憂」。BBC （页面存档备份，存于）

## 9月17日
- 教宗本篤十六世轉抵倫敦訪問，他將會在蘭柏宮與聖公會坎特伯雷大主教羅恩·威廉斯博士會面、以及在西敏廳向國會發言。BBC （页面存档备份，存于）
- 倫敦警方反恐部門在教宗到訪前夕拘捕五名阿爾及利亞裔清潔工，指他們對教宗安全構成威脅。BBC （页面存档备份，存于）

## 9月16日
- 羅馬天主教教宗本篤十六世乘專機抵達蘇格蘭，在機場獲皇夫菲臘親王和政府代表彭定康勳爵親自迎迓，隨後在聖十架宮獲英女皇伊利沙伯二世接見。本篤十六世是繼若望·保祿二世在1982年以來首位訪問英國的教宗，也是首位獲英女皇邀請進行國事訪問的教宗。BBC
- 聯合政府計劃將更換三叉戟彈道導彈潛艇的計劃由2014年推遲到2015年大選之後，以設法下調國防開支，有多位保守黨議員表態反對，但自民黨認為三叉戟潛艇屬冷戰時代產物，英國現時無需再維持海上核威懾政策。BBC （页面存档备份，存于）

## 9月15日
- 工黨黨魁選舉由9月初持續至今，結果將於9月25日的工黨黨大會上公佈，而五名候選人仍努力拉票，其中兩大熱門文禮彬和文立彬兩兄弟堅稱對勝出有把握。BBC （页面存档备份，存于）
- 英倫銀行行長金默文出席工會大會發言，成為過去142年來第二位向大會發言的行長，他表示金融機構和制定政策者要為經濟危機付上責任，但有工會代表在他發言前杯葛離場。BBC （页面存档备份，存于）

## 9月14日
- BBC早前有清談節目男嘉賓聲稱曾協助同志情人安樂死，促使警方介入調查，但證實純粹惡作劇後，該名嘉賓被控浪費警力，今在諾定咸裁判司署裁定罪名成立，判緩刑90日。BBC （页面存档备份，存于）
- 政府最新數字顯示，受飛機機票、衣物和食品價格上升帶動，英國8月的通漲率維持在百分之3.1，高於英倫銀行預期的百分之2。BBC （页面存档备份，存于）

## 9月13日
- 下議院領袖楊佐義爵士透露，政府有意將英女皇向國會發表的御座演辭移到春天宣讀，以配合政府計劃引入固定的五年國會會期。現時每年的非大選年，御座演辭一般在11月或12月新一屆國會會期召開時宣讀，而對上一次英女皇宣讀演辭則是在本年5月大選後。BBC （页面存档备份，存于）
- 工會大會在曼徹斯特召開第142屆周年大會，會方表示如果政府採取行動帶頭裁員、裁減退休保障或公共服務，不排除會聯合各大工會發動全國性罷工。首相府發言人則表示滅赤需要得到工會的「通力合作」共渡時艱。BBC （页面存档备份，存于）

## 9月12日
- 前上議院首席常任上訴法官、英格蘭及威爾斯首席法官及卷宗主事官賓厄姆勳爵（Lord Bingham）因癌症在昨日病逝，終年76歲，賓厄姆勳爵曾在2004年主持上院聆訊，裁定政府對恐怖份子嫌疑犯作無限期拘留，是違反人權的做法。他在1996年獲授終身貴族爵位、2005年獲英女皇御賜最高榮譽嘉德勳章。BBC （页面存档备份，存于）
- 對於《觀察家報》披露財相歐思邦較早前致函就業及退休保障部，計劃停止向因為患病而不適台工作的人士發放援助，以節省25億英鎊公共開支，就業及退休保障部強調有關建議已經過時，澄清政府無計劃取消援助。BBC （页面存档备份，存于）

## 9月11日
- 工會大會將於星期一召開周年大會，會方警告聯合政府推行的削減公共開支計劃會對英國構成「不可挽回的破壞」，並預料對基層弱勢社群的影響最大，財政部及首相府拒絕評論。BBC （页面存档备份，存于）
- 女皇陛下稅務海關總署常任秘書長拒絕就錯收稅捐事件道歉，並批評傳媒報導內容失實，他表示總署會在聖誕節前如期向570萬名納稅人發信追討少數的稅款。BBC （页面存档备份，存于）

## 9月10日
- 代表英格蘭及威爾斯地區警員的警察聯盟預計，如果政府將警務預算按部門預算劃一削減百分之25，預料會有40,000名前線警員會被裁減，聯盟警告屆時將成為「罪犯的聖誕節」。BBC （页面存档备份，存于）
- 商務大臣祁維信博士表示，將皇家郵政私有化或直接出售，是挽救皇家郵政的唯一出路。前工黨政府曾計劃將皇家郵政局部私有化，後來遇到阻力擱置計劃。BBC （页面存档备份，存于）

## 9月9日
- 英揆大衛·卡梅倫的父親伊恩在法國旅遊期間因中風併發心臟衰竭逝世，終年77歲，卡梅倫趕及在父親的病床前送終。BBC （页面存档备份，存于）
- 副相尼克·克萊格接受BBC訪問，對於政府10月發表的支出檢討預料會宣佈削減部門開支百分之25，他表示明白「民眾的憂慮」，但強調削減公共開支方案會分四年實施，分散對經濟和社會的衝擊。BBC （页面存档备份，存于）

## 9月8日
- 暑假結束後，國會復會並首次召開下院首相答問環節，但英揆大衛·卡梅倫臨時缺席，趕赴法國探望在旅遊期間中風病重，現年77歲的父親伊恩。BBC （页面存档备份，存于）
- 前首相貝理雅宣佈取消原訂在倫敦泰特現代藝術館舉行的回憶錄簽名會，以防有反伊拉克戰爭示威者滋擾活動，這是貝理雅第二度取消在倫敦的簽名會，而早前在愛爾蘭都柏林的簽名會，則有大批反戰示威者到場外抗議和向他拋擲雜物。BBC （页面存档备份，存于）

## 9月7日
- 消息傳出巴克萊資本行政總裁戴蒙德將升任巴克萊銀行行政總裁，而匯控主席葛霖將轉到政府任官，負責貿易事宜。BBC （页面存档备份，存于）
- 聖保羅大教堂有儀式紀念納粹德國發動倫敦大轟炸70周年，不少當年曾參與抗敵和救援工作的公職人員參與。BBC （页面存档备份，存于）

## 9月6日
- 薩西克斯郡一名牧師在過去四年為360宗假結婚證婚，以協助境外人士非法取得英國居留權，被判入獄四年。BBC （页面存档备份，存于）
- 內務次官達米安·格林認為海外學生持續進入英國，局面「難以維持下去」。據資料顯示，以2004年為例，一共有185,000名非歐盟海外學生獲發學生簽證，但至今仍有百分之21的學生在五年過後繼續留在英國。格林表示現今的入境政策失去控制，有必要研究這些學生為何還留在英國，以及目前在英國的情況。BBC （页面存档备份，存于）

## 9月5日
- 教宗本篤十六世將於本月訪英，但預計納稅人要為行程承擔1,200萬鎊，引來輿論抨擊，天主教西敏大主教則反指納稅人資助教宗訪英，做法「正確」。BBC （页面存档备份，存于）
- 消息指，執掌蘇格蘭政府的蘇格蘭民族黨計劃放棄在下屆選舉前舉行獨立公投，但仍會就公投發表草案，以尋求取得更廣泛的民眾支持。民族黨2007年上台前曾宣佈計劃在今年11月30日聖安德烈日舉行獨立公投。蘇格蘭工黨表示民族黨在公投一事上已舉「白旗」。BBC （页面存档备份，存于）

## 9月4日
- 前首相貝理雅到愛爾蘭首都都柏林出席新書簽名儀式，抵達場外時有一批反戰份子示威，並向他投擲雞蛋、水樽和鞋子，但貝理雅沒有被擲中。BBC （页面存档备份，存于）
- 前英揆貝理雅在都柏林接受BBC訪問，表示激進伊斯蘭教對當今世界構成最大威脅，但強調當年出兵阿富汗和伊拉克的決定沒有助長激進主義。BBC （页面存档备份，存于）

## 9月3日
- 正出訪法國巴黎的國防大臣霍理林醫生否認國防部正研究與法國共用航空母艦以節省軍費開支的建議。BBC （页面存档备份，存于）
- 繼《衛報》去年披露《世界新聞報》有記者涉嫌非法截聽包括前副首相彭仕國勳爵在內，多名政界人物的電話通訊後，彭仕國擬透過司法覆核要求重新就事件展開調查。倫敦警務處去年曾以證據不足為理由，放棄對指控採取進一步行動。BBC （页面存档备份，存于）

## 9月2日
- 現年49歲的外相夏偉林罕有地發表個人聲明，表示與一名25歲的男特別顧問沒有任何曖昧關係，直指有關傳聞「失實和懷有惡意」，事件中的特別顧問已經辭職；他又在聲明披露，結婚十三年來，妻子多次遭遇流產的不幸經歷，但婚姻經得起考驗，強調夫妻兩人關係恩愛。正在休假的英揆大衛·卡梅倫透過發言人表示「百分百」支持夏偉林。BBC （页面存档备份，存于）、BBC （页面存档备份，存于）
- 前首相貝理雅發行的回憶錄，引來多位親白高敦陣營的工黨黨友批評，指著作對白高敦「不公」、內容「片面」；至於在貝理雅任相期間出任副相的彭仕國勳爵，亦指白高敦在首相任內經歷了前所未有的金融海嘯，英國亦是在白高敦的帶領下成功在危機中作出應對，他不認同貝理雅指白高敦輸掉大選，是因為他放棄進一步推動「新工黨」改革。BBC （页面存档备份，存于）

## 9月1日
- 前首相貝理雅發行回憶錄，首度交代他在任首相期間與財相白高敦的關係，雖然他讚揚白高敦「有魄力、有才華」，但同時批評白高敦是「奇怪的傢伙」和「令人感到惱怒」，坦言任內與白高敦不和、合作有困難。貝理雅又指白高敦任財相時，外界高估他接任首相的能力，但白高敦真正接任首相後，外界卻又低估他的實力；他把白高敦政府在大選落敗的成因，歸咎於白高敦不再進一步推行「新工黨」改革。BBC （页面存档备份，存于）
- 工黨黨魁熱門候選人文立彬表示工黨要從貝理雅時代向前走，不可繼續「活在過去」，並強調自己最有能力帶領工黨「邁進新的一頁」。前首相貝理雅雖不願表態支持哪一位候選人，但一般相信他支持立場與「新工黨」理念相近、與胞弟同樣是大熱門的前外相文禮彬，而工黨黨報《每日鏡報》亦表態支持文禮彬當選。BBC （页面存档备份，存于）
- 副相尼克·克萊格出訪阿富汗後，今轉抵巴基斯坦視察洪水重災區的災情，他強調巴國的重建路漫長，有賴各國長期援助，他亦表揚英國國民在事件中踴躍振災、捐出善款。BBC （页面存档备份，存于）

| 依月份排列新聞動態 |
| \| - 2014年英國：1月 - 2月 - 3月 - 4月 - 5月 - 6月 - 7月 - 8月 - 9月 - 10月 - 11月 - 12月 - 2013年英國：1月 - 2月 - 3月 - 4月 - 5月 - 6月 - 7月 - 8月 - 9月 - 10月 - 11月 - 12月 - 2012年英國：1月 - 2月 - 3月 - 4月 - 5月 - 6月 - 7月 - 8月 - 9月 - 10月 - 11月 - 12月 - 2011年英國：1月 - 2月 - 3月 - 4月 - 5月 - 6月 - 7月 - 8月 - 9月 - 10月 - 11月 - 12月 - 2010年英國：1月 - 2月 - 3月 - 4月 - 5月 - 6月 - 7月 - 8月 - 9月 - 10月 - 11月 - 12月 - 2009年英國：1月 - 2月 - 3月 - 4月 - 5月 - 6月 - 7月 - 8月 - 9月 - 10月 - 11月 - 12月 - 2008年英國：1月 - 2月 - 3月 - 4月 - 5月 - 6月 - 7月 - 8月 - 9月 - 10月 - 11月 - 12月 檢閱 \| |
| - 2014年英國：1月 - 2月 - 3月 - 4月 - 5月 - 6月 - 7月 - 8月 - 9月 - 10月 - 11月 - 12月 - 2013年英國：1月 - 2月 - 3月 - 4月 - 5月 - 6月 - 7月 - 8月 - 9月 - 10月 - 11月 - 12月 - 2012年英國：1月 - 2月 - 3月 - 4月 - 5月 - 6月 - 7月 - 8月 - 9月 - 10月 - 11月 - 12月 - 2011年英國：1月 - 2月 - 3月 - 4月 - 5月 - 6月 - 7月 - 8月 - 9月 - 10月 - 11月 - 12月 - 2010年英國：1月 - 2月 - 3月 - 4月 - 5月 - 6月 - 7月 - 8月 - 9月 - 10月 - 11月 - 12月 - 2009年英國：1月 - 2月 - 3月 - 4月 - 5月 - 6月 - 7月 - 8月 - 9月 - 10月 - 11月 - 12月 - 2008年英國：1月 - 2月 - 3月 - 4月 - 5月 - 6月 - 7月 - 8月 - 9月 - 10月 - 11月 - 12月 檢閱       |